# Новый политический центр — Гирчи
Новый политический центр — Гирчи (груз. გირჩი, с груз. — «Шишка») — либертарианская оппозиционная политическая партия в Грузии. Партию в апреле 2016 года основали бывшие члены «Единого национального движения», отколовшийся в мае 2015 года. «Гирчи» возглавлял Зураб Джапаридзе, бывший депутат парламента Грузии. После раскола в конце 2020 года Джапаридзе покинул её ряды, а партию возглавил Яго Хвичия.
Партия придерживается либертарианской ориентации, выступает за легализацию марихуаны, отмену всеобщей воинской повинности и перехода на контрактную армию, отказ от субсидирования нерентабельных предприятий, умеренно-минимальное вмешательство государства в экономику, малое правительство и так далее. «Гирчи» выступает за интеграцию Грузии в НАТО и ЕС и является противником сближения с Россией.
В июле 2018 года Конституционный суд Грузии удовлетворил иск лидеров «Гирчи» Зураба Джапаридзе и Вахтанга Мегрелишвили против парламента Грузии и упразднил административное наказание за потребление марихуаны — штраф в размере 500 лари (более 188 долларов).
На президентских выборах 2018 года кандидат от партии Зураб Джапаридзе получил в первом туре 2,26 % голосов и занял шестое место.
На Парламентских выборах в Грузии 2020 года партия набрала 2,89 % получив 4 мандата

## Идеология
Будучи либеральной партией в европейском понимании, «Гирчи» близок к право-либертарианским партиям, и его самоописание как социально либеральной (гражданское либертарианство и культурный либерализм) и финансово консервативной (экономический либерализм и фискальный консерватизм) отражает американское значение либертарианства. «Гирчи» выступает за малое, прозрачное и подотчётное правительство и дерегулирование экономики. Идеология партии рассматривает личную свободу и свободу от вмешательства правительства, полагая, что это основные предпосылки для благосостояния и процветания, как высшие конечные ценности.
«Гирчи» высказывался об идеалах, лежащих в основе их работы. Партия защищает различными способами за их счёт любую ненасильственную деятельность, поскольку они считают, что насилие является единственным моральным фактором, определяющим праведное и неправедное поведение, и только наличие насилия даёт правительствам право вмешиваться.

## Активизм

### Посадка каннабиса в государственных помещениях
В начале ноября 2016 года, партия «Гирчи» выдвинула ультиматум властям Грузии угрожая посадить, вместе с совершеннолетними сторонниками, семена конопли на территории партии, если правительство откажется изменить существующую наркополитику, включая легализацию конопли и продуктов связанных с каннабисом. На 31 декабря «Гирчи» и их сторонники в численности 84 человек, публично высадили семена конопли. Процесс транслировался в прямом эфире грузинских телеканалов, а также транслировался в прямом эфире партией на Facebook. Хотя посадка и культивирование каннабиса карается Уголовным кодексом Грузии вплоть до 12 лет лишения свободы, правительство приняло решение не предъявлять обвинения участникам этого акта гражданского неповиновения. Было проведено расследование по этому вопросу, и полиция конфисковала 84 горшка с семенами каннабиса для лабораторных исследований. Сославшись на низкий уровень ТГК в растениях, полиция закрыла расследование. Один из лидеров партии, Зураб Гирчи Джапаридзе, был привлечён к административной ответственности и оштрафован как организатор.

### Юридические усилия по легализации владения и потребления каннабиса
30 ноября 2017 года Конституционный суд Грузии декриминализировал личное потребление каннабиса и других продуктов на основе каннабиса.

30 июля 2018 года Конституционный суд Грузии опубликовал второе решение по вопросу употребления каннабиса, которое было вызвано иском, поданным лидерами партии «Гирчи» Вахтангом Мегрелишвили и Зурабом Гирчи Джапаридзе, фактически отменившим административное наказание за употребление наркотика. По словам заявителей:
Потребление каннабиса не является актом, который угрожает обществу. В частности, это может только навредить здоровью потребителя, что делает этого потребителя ответственным за результат. Ответственность за такие действия не влечет за собой опасных последствий для общества.
Конституционный суд Грузии отметил, что предоставление законного разрешения на потребление каннабиса защищает право человека на свободное развитие его личности, и, хотя запрет на потребление каннабиса является действием, направленным против его оборота, и, следовательно, служит цели защиты здоровья потребителей, по мнению Суда, роль отдельного пользователя в поддержке оборота каннабиса очень мала, и, следовательно, угрозы от индивидуального потребления также невелики. В связи с вышеизложенным суд постановил, что наказание за употребление каннабиса является несоразмерным. Суд принял во внимание некоторые исключения в случаях, когда употребление каннабиса может создавать угрозы третьим лицам, и заявил:
Кроме того, Конституционный суд подчеркивает необходимость введения ответственности за потребление каннабиса, когда оно создает угрозу для третьих лиц. Например, Суд оправдывает ответственность, когда каннабис употребляется в образовательных учреждениях, общественных местах, таких как общественный транспорт, и в присутствии детей.
Грузия является первой страной на постсоветском пространстве, где потребление каннабиса является законным, следовательно, не влечёт за собой никаких уголовных или административных наказаний.

### Христианская евангельская протестантская Церковь Библейской Свободы Грузии
В марте 2017 года Государственный реестр Министерства юстиции Грузии официально зарегистрировал церковь «Гирчи» — «Христианско-евангельскую протестантскую Церковь библейской свободы Грузии». Законодательство Грузии предусматривает особые привилегии и льготы для духовенства и учащихся духовных школ, включая отсрочку от обязательной военной службы. «Библейская свобода» использовала это положение, так называемую законодательную лазейку, в интересах молодых людей и выдаёт документы государственного образца, удостоверяющие что они священнослужители. Это служит эффективному освобождению их от обязательной военной службы, чтобы они могли вести свою жизнь в соответствии со своей собственной свободной волей, ценностями и мнениями. Процесс освящения занимает десять минут.
«Гирчи» борется за свободу личности и считает обязательный годичный срок военной службы для молодёжи проявлением государственного насилия в отношении своих граждан и представляет собой современную форму рабства. «Гирчи» учредил «Библейскую свободу» с единственной целью помочь молодым мужчинам избежать военной службы и на сегодняшний день помогли более 25 000 мужчинам.

### Шмакси
1 октября 2019 года в Тбилиси вступили в силу новые правила рынка такси. Согласно новым законам, владельцы «лицензии категории А» имеют законное право забирать пассажиров, если их автомобили белого цвета, имеют 4 двери, багажник и являются транспортными средствами с левым рулём. Кроме того, транспортные средства должны пройти обязательный технический осмотр и иметь знак с надписью «Такси Тбилиси».
«Гирчи» основал новую образовательную инициативу и зарегистрировал компанию «Шмакси» в Министерстве юстиции Грузии. В «Шмакси» работают те, кто недавно потерял работу в результате новых правил, и любые заинтересованные лица.
Компания «Шмакси» нанимала потерявших работу водителей такси, но оформляла их не в качестве водителей, а как учителей, которые обучали своих пассажиров идеалам свободы по лекциям Милтона Фридмана. Таким образом поездка превращалась в оплачиваемую лекцию, а цена рассчитывалась от продолжительности лекций, а не от расстояния, пройденного «Шмакси»
По состоянию на октябрь 2019 года в «Шмакси» работает более 500 «шмаксистов»

### Лото гражданского неповиновения
С 2009 года, согласно грузинскому законодательству, проведение лотерейной деятельности в Грузии является исключительной сферой деятельности одной компании «Грузинской национальной лотереи» (lotto.ge). По мнению «Гирчи», предоставление монополии одной компании является несправедливым, аморальным, экономически неоправданным и ставит вопросы, связанные с существованием коррупции. В знак протеста против такого положения дел в июле 2018 года члены Гирчи совершили акт гражданского неповиновения на территории партии и, в нарушение действующего законодательства, сыграли в лотерею на деньги. Это сопровождалось прямой трансляцией. Никакой реакции со стороны правоохранительных органов не последовало.

## Статистика
- Более 205 000 подписчиков на Facebook.[17]
- 28 000 членов Закрытой группы Гирчи или сторонников на Facebook.[18]
- Первая политическая партия в мире, которая начала собирать средства в криптовалюте.
- Переведено более 200 обучающих видеороликов,
- При поддержке Фонда Фридриха Науманна переведено все десять частей книги Милтона Фридмана «Свобода выбора».
- Снято более 40 видеороликов на экономические и политические темы, используя инфографику.
- Участвовал в более 2500 телевизионных программах.